# Planetologie

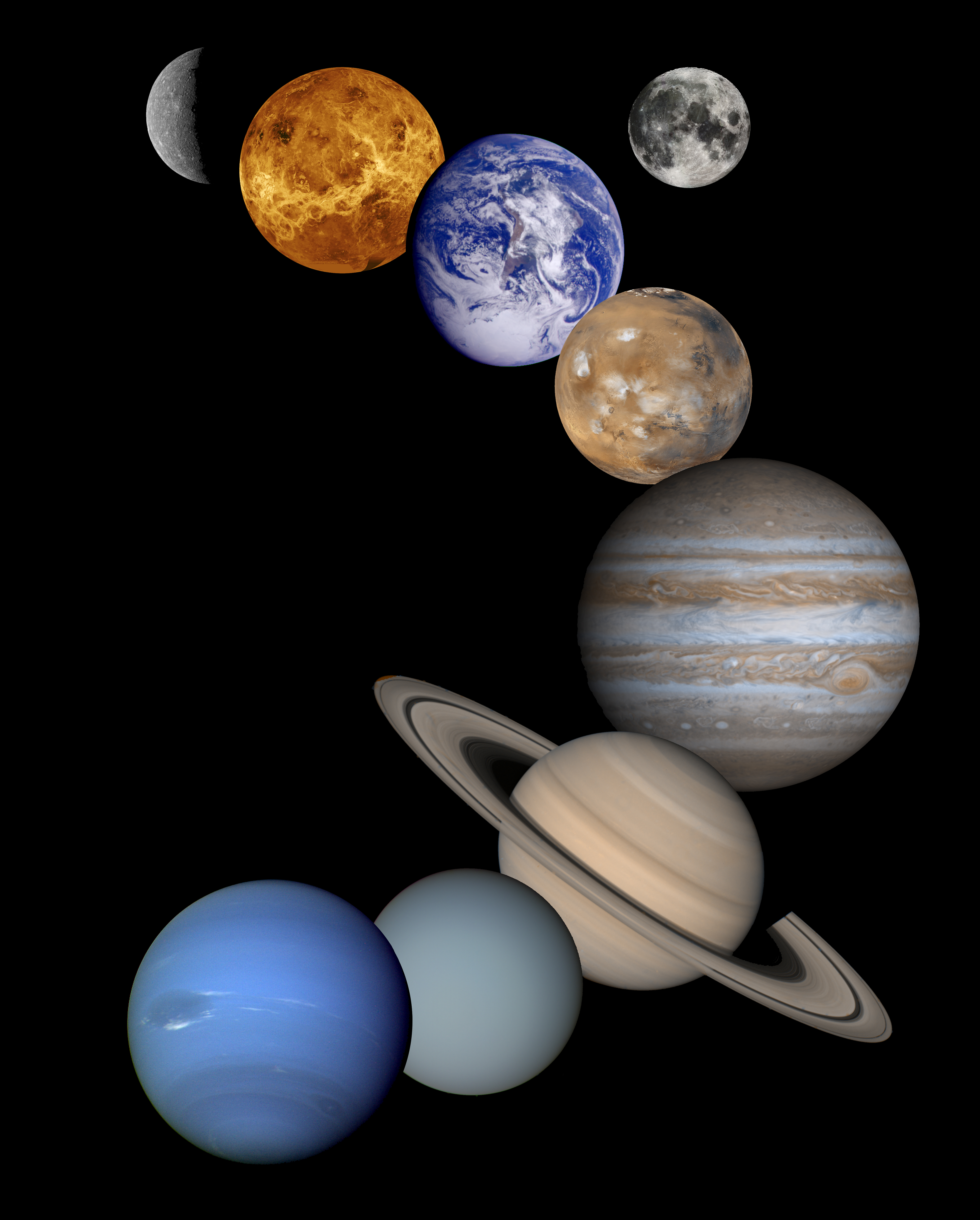
Planety sluneční soustavy.

Planetologie – nebo také planetární vědy – byla dříve součástí astronomie, avšak se začátkem průzkumu ostatních těles sluneční soustavy automatickými sondami v 60. letech, se přiblížila spíše geofyzice a geologii. Přestože v jejím názvu vystupují jen planety, zabývá se všemi objekty sluneční soustavy, které jeví složitější strukturu a tak na ně má smysl uplatnit známé fyzikální zákony (pevné i plynné planety, jejich měsíce, větší planetky popř. i komety).

## Aktuální stav planetologie
Nejvíce informací potřebných k poznání těles sluneční soustavy se podařilo získat pomocí automatických sond, které byly buďto navedeny na oběžnou dráhu kolem daného tělesa, nebo přímo přistály na jeho povrchu. Díky těmto misím máme poměrně dobré znalosti Venuše, Země, Měsíce, Marsu, Jupiteru, Saturnu a planetek Eros a Itokawa. Poměrně méně pak máme informaci o objektech, okolo kterých automatické sondy jen prolétly, např. o Merkuru, Neptunu, Uranu, planetkách Gaspra, Mathilde a Ida, velkých měsících vnějších planet (Io, Europa, aj.) či jádrech komet Halley, Borrelly, Wild 2 a Tempel 1. Všechny ostatní informace, které se podařilo získat jsou dostupné jen díky dálkovému pozorování ze Země.
Cílem rozvoje planetologie je dosáhnout ucelené teorie o vzniku a vývoji nehvězdných vesmírných těles, která by nám umožnila porozumět nejen objektům naší sluneční soustavy, ale i stále většímu počtu objevených exoplanet, v okamžiku, kdy je budeme moci lépe zkoumat díky dálkovému průzkumu sofistikovanými dalekohledy (připravované mise NASA a ESA, Terrestrial Planet Finder, Darwin a v budoucnosti zřejmě i další).